# گسویل (آرکانزاس)
گسویل (آرکانزاس) (به انگلیسی: Gassville, Arkansas) یک شهر در ایالات متحده آمریکا با جمعیت ۲٬۱۵۸ نفر است که در آرکانزاس واقع شده‌است.

## موقعیت جغرافیایی
موقعیت جغرافیایی شهرها و مناطق اطراف به شرح زیر است: